# Трасеух, Алексей Борисович
Алексей Борисович Трасеух (13 февраля 1968, Харьков — 5 января 2003, Ярославль) — хоккеист — центральный нападающий, впоследствии тренер.

## Биография
Родился 13 февраля 1968 года в Харькове.
В 1985—1989 годах выступал в харьковском «Динамо», вместе с которым в сезоне 1987/1988 вышел в высший дивизион советского хоккея. Затем сезон 1990/1991 выступал за главную украинскую команду — киевский «Сокол».
В 1992—1998 годах выступал за ярославское «Торпедо», вместе с которым стал чемпионом России 1997 и бронзовым призёром 1998.
Также выступал за олимпийскую сборную России и национальную сборную Украины, был участником финального турнира Евролиги.
В сезоне 1998/1999 перешёл на тренерскую работу в «Торпедо», которое в этом году вновь стало бронзовым призёром. В сезоне 1999/2000 в связи с нехваткой игроков в команде был вынужден вновь выходить на лёд. После этого окончательно перешёл к тренерской деятельности в переименованном в «Локомотив» ярославском клубе, став чемпионом России 2002.
Утром 5 января 2003 года был найден у себя дома с огнестрельным ранением, скончался в больнице не приходя в сознание. По официальной версии — застрелился из охотничьего ружья по невыясненным причинам. Похоронен на Леонтьевском кладбище Ярославля. «Локомотив» в том сезоне вновь стал чемпионом страны.

## Статистика
| 1985-86 | Динамо (Харьков)    | СССР-1 | 4  | 0  | 0  | 0  | 0  |   |   |   |   |    |
| 1986-87 | Динамо (Харьков)    | СССР-1 | 26 | 2  | 1  | 3  | 8  |   |   |   |   |    |
| 1987-88 | Динамо (Харьков)    | СССР-1 | 51 | 3  | 3  | 6  | 14 |   |   |   |   |    |
| 1988-89 | Динамо (Харьков)    | СССР   | 25 | 3  | 1  | 4  | 6  |   |   |   |   |    |
| 1990-91 | Сокол (Киев)        | СССР   | 43 | 4  | 5  | 9  | 14 |   |   |   |   |    |
| 1992-93 | Торпедо (Ярославль) | МХЛ    | 40 | 5  | 18 | 23 | 14 | 4 | 1 | 0 | 1 | 4  |
| 1993-94 | Торпедо (Ярославль) | МХЛ    | 46 | 14 | 30 | 44 | 10 |   |   |   |   |    |
| 1994-95 | Торпедо (Ярославль) | МХЛ    | 51 | 21 | 22 | 43 | 16 |   |   |   |   |    |
| 1995-96 | Торпедо (Ярославль) | МХЛ    | 51 | 11 | 19 | 30 | 16 |   |   |   |   |    |
| 1996-97 | Торпедо (Ярославль) | Россия | 40 | 6  | 5  | 11 | 20 | 9 | 5 | 0 | 5 | 4  |
| 1997-98 | Торпедо (Ярославль) | ЕХЛ    | 6  | 0  | 0  | 0  | 2  | 4 | 0 | 1 | 1 | 2  |
| 1997-98 | Торпедо (Ярославль) | Россия | 43 | 4  | 1  | 5  | 12 |   |   |   |   |    |
| 1999-00 | Торпедо (Ярославль) | Россия | 21 | 0  | 0  | 0  | 8  | 8 | 0 | 1 | 1 | 20 |